# Elmer FEM حل کننده
المر ابزار محاسباتی برای مسائل چند فیزیک است. این توسط CSC  با همکاری دانشگاه ها، آزمایشگاه های تحقیقاتی و صنعت فنلاند توسعه یافته است. حل کننده Elmer FEM یک نرم افزار رایگان و منبع باز است که مشروط به الزامات مجوز عمومی عمومی گنو (GPL)، نسخه 2 یا جدیدتر است. 
المر شامل مدل‌های فیزیکی دینامیک سیالات ، مکانیک ساختاری ، الکترومغناطیسی ، انتقال حرارت و آکوستیک است.  اینها با معادلات دیفرانسیل جزئی که المر با روش المان محدود (FEM) حل می کند، توصیف می شوند.
المر شامل چندین بخش مختلف است: 
- ElmerGrid - یک ابزار تبدیل مش، که می تواند برای تبدیل فرمت های مش مختلف به مش های مناسب المر استفاده شود.
- ElmerGUI - یک رابط گرافیکی که می تواند روی یک مش موجود برای اختصاص مدل های فیزیکی استفاده شود، این یک "پرونده پرونده" ایجاد می کند که مشکلی را که باید حل شود را توصیف می کند. کل عملکرد ElmerSolver را در رابط کاربری گرافیکی نشان نمی دهد.
- ElmerSolver - حل‌کننده عددی که محاسبات اجزای محدود را با استفاده از مش و فایل‌های موردی انجام می‌دهد.
- ElmerPost – یک ماژول پس پردازش/تجسم. (توسعه به نفع سایر ابزارهای پس پردازش مانند ParaView، VisIt و غیره متوقف شد. )

بخش های مختلف نرم افزار Elmer ممکن است به طور مستقل استفاده شوند. در حالی که ماژول اصلی ابزار ElmerSolver است که شامل بسیاری از ویژگی‌های پیچیده برای حل مدل فیزیکی است، اجزای اضافی برای ایجاد یک گردش کار کامل مورد نیاز است. برای پیش و پس پردازش از ابزارهای دیگری مانند Paraview می توان برای تجسم خروجی استفاده کرد.
این نرم افزار بر روی پلتفرم های یونیکس و ویندوز اجرا می شود و با استفاده از ابزار ساخت CMake می توان آن را بر روی انواع کامپایلرها کامپایل کرد. حل کننده همچنین می تواند در حالت موازی چند میزبان در پلتفرم هایی که از MPI پشتیبانی می کنند استفاده شود. قابلیت موازی سازی المر یکی از قوی ترین جنبه های این حل کننده است.